# Aglais clarirufa
Aglais clarirufa är en fjärilsart som beskrevs av Raynor 1909. Aglais clarirufa ingår i släktet Aglais och familjen praktfjärilar. Inga underarter finns listade i Catalogue of Life.